# 迷宮 (漫画)
『迷宮』（めいきゅう）は林光默作の「武侠スプラッタ・ダークロマン」漫画。月刊コミックビームにて連載された。前作『橋無医院』と異なり、右から左へ読む日本式のコマ割りで描かれている。

## 物語
古代の朝鮮半島。武将、仲霰（ジュンサン）ら百済軍のある部隊は、敵国に向かっていたはずが気付くといつの間にか、何処だか分からない地に立っていた。日没も近く、途方に暮れつつ進んでいると不気味な廃城にたどり着く。城内で夜を明かそうと進入した仲霰が見た物は、敵軍兵の死骸の山だった。

## 登場人物
仲霰（ジュンサン）
部隊の副将。「百済軍に夜叉あり」と恐れられた猛将。部下の信頼が厚い。
関天雲（クヮンチョヌン）
百済軍の将軍。仲霰ら部下と共に見知らぬ地にたどり着く。